# Liste der Kulturdenkmäler in Weimar (Ahnatal)
Die Liste der Kulturdenkmäler in Weimar (Ahnatal) enthält alle Kulturdenkmäler im Ortsteil Weimar der nordhessischen Gemeinde Ahnatal, die in der vom Landesamt für Denkmalpflege Hessen 2011 herausgegebenen Denkmaltopographie veröffentlicht wurden.

## Legende
- Bezeichnung: Nennt den Namen, die Bezeichnung oder die Art des Kulturdenkmals.
- Lage: Nennt den Straßennamen und wenn vorhanden die Hausnummer des Kulturdenkmals. Die Grundsortierung der Liste erfolgt nach dieser Adresse. Der Link „Karte“ führt zu verschiedenen Kartendarstellungen und nennt die Koordinaten des Kulturdenkmals.
- Datierung: Gibt die Datierung an; das Jahr der Fertigstellung bzw. den Zeitraum der Errichtung. Eine Sortierung nach Jahr ist möglich.
- Beschreibung: Nennt bauliche und geschichtliche Einzelheiten des Kulturdenkmals, vorzugsweise die Denkmaleigenschaften.
- Objekt-Nr: Gibt, sofern vorhanden, die vom Landesamt für Denkmalpflege vergebene Objekt-ID des Kulturdenkmals an.

## Denkmalliste
| Bild                                | Bezeichnung                         | Lage | Beschreibung | Bauzeit           | Objekt-Nr. |
| ----------------------------------- | ----------------------------------- | --- | --- | ----------------- | ---------- |
| Bild gesucht BW                     | Gesamtanlage historischer Ortskern  | Auf der Breite Lage | Gesamtanlage historischer Ortskern: Auf der Breite 1, 2, 4; Bachstraße 1–5, 2a, 2b, 4, 8–14; Diebeltor 1,2; Dörnbergstraße 2, 4, 6, 12, 14; Ecke 1,2; Henkelgasse 1, 3-5, 2–6; Hoststraße 2,4; Kirchstraße 1–7,9, 11, 13–15, 2, 4; Kleine Gasse 1–3, 5, 12; Königsfahrt 1–5, 2, 4, 6, 10; Oberstraße 1–11, 13, 15, 2–6, 8, 10–14; Steinweg 1a, 1b, 3, 5, 7, 9, 6, 8–10, 12, 14, 16, 18; Unter der Linde 1–5, 7, 9, 2, 4; Wilhelmsthaler Straße 1–7, 2–10 |                   | 87779 DDB  |
| Traufständiges Gebäude              | Traufständiges Gebäude              | Bachstraße 4 LageFlur: 9, Flurstück: 21/1 | Traufständiges Gebäude einer Streckhofanlage mit zweigeschossiger Rähmkonstruktion | Mitte 18. Jh.     | 87181 DDB  |
| Streckhofanlage                     | Streckhofanlage                     | Dörnbergstraße 2/4 LageFlur: 9, Flurstück: 33/15, 33/6, 35/6, 35/7 | Traufständige Streckhofanlage mit Rähmkonstruktion in zwei Stockwerken | Anfang 18. Jh.    | 87184 DDB  |
| Streckhofanlage                     | Streckhofanlage                     | Dörnbergstraße 6 LageFlur: 9, Flurstück: 38/2 | Streckhofanlage mit zwei Fachwerkgeschossen und Rähmkonstruktion | Anfang 19. Jh.    | 87189 DDB  |
| Fachwerkgebäude                     | Fachwerkgebäude                     | Dörnbergstraße 12 LageFlur: 9, Flurstück: 40/4 | Dreigeschossiges Fachwerkgebäude als Einhaus | Mitte 18. Jh.     | 87182 DDB  |
| Ehem. Hofanlage                     | Ehem. Hofanlage                     | Dörnbergstraße 14 LageFlur: 9, Flurstück: 41/6 | Ehem. Hofanlage mit Wohnbereich und Stallscheune | Mitte 19. Jh.     | 87183 DDB  |
| Streckhofanlage                     | Streckhofanlage                     | Dörnbergstraße 22/22b LageFlur: 9, Flurstück: 58/6 | Traufständige ehem. Streckhofanlage | Ende 19. Jh.      | 87185 DDB  |
| Streckhof                           | Streckhof                           | Dörnbergstraße 27 LageFlur: 21, Flurstück: 57/5 | Streckhof mit Gliederung in Scheunen- und Wohnbereich | Ende 19. Jh.      | 87186 DDB  |
| Fachwerkhaus                        | Fachwerkhaus                        | Dörnbergstraße 32 LageFlur: 28, Flurstück: 78/5 | Traufständiges ehem. Wohnhaus mit zweigeschossigem Fachwerk | Ende 19. Jh.      | 87187 DDB  |
| Streckhofanlage                     | Streckhofanlage                     | Dörnbergstraße 36/36a LageFlur: 28, Flurstück: 83/3, 83/4 | Traufständige zweigeschossige Streckhofanlage | Ende 19. Jh.      | 87188 DDB  |
| Gasthaus „Zum Ahnetal“              | Gasthaus „Zum Ahnetal“              | Dörnbergstraße 101 LageFlur: 20, Flurstück: 43 | Gasthaus Zum Ahnetal - Dreigeschossiger Fachwerkbau | 1900              | 87171 DDB  |
| Bild gesucht BW                     | Streckhof                           | Ecke 2 LageFlur: 7, Flurstück: 35/5 | Traufständiger Streckhof |                   | 87190 DDB  |
| Bild gesucht BW                     | Sachgesamtheit Eisenbahn            | Eisenbahn, Raiffeisenplatz 2, Dörnbergstraße (K 29), Dörnbergstraße LageFlur: 1, 2, 8, 9, 10, 12, Flurstück: 78/1, 213, 61/1, 114/20, 114/23, 115/3, 115/6, 247/4, 250/23, 281/9, 19 | |                   | 954938 DDB |
| Eisenbahnbrücke über die Oberstraße | Eisenbahnbrücke über die Oberstraße | Eisenbahn (bei Oberstraße) LageFlur: 8, Flurstück: 61/1 | Eisenbahnbrücke - Dreibogige Sandsteinbrücke auf der Bahnstrecke Kassel-Korbach | 1897              | 87172 DDB  |
| Bild gesucht BW                     | Eisenbahnbrücke über die Ahne       | Eisenbahn (bei Ahneweg) LageFlur: 10, Flurstück: 281/9 | Eisenbahnbrücke |                   | 736674 DDB |
| Traufständiges Gebäude              | Traufständiges Gebäude              | Heckershäuser Straße 3 LageFlur: 7, Flurstück: 52/1 | Traufständiges Gebäude als Ernhaus errichtet und Ende des 19. Jh. Als Streckhof erweitert | Anfang 18. Jh.    | 87192 DDB  |
| Ehem. Dorfschmiede                  | Ehem. Dorfschmiede                  | Heckershäuser Straße 18 LageFlur: 7, Flurstück: 67 | Ehem. Schmiede - Eingeschossiges Fachwerkgebäude | Ende 19. Jh.      | 87191 DDB  |
| Streckhofanlage                     | Streckhofanlage                     | Henkelgasse 1 LageFlur: 9, Flurstück: 8 | Errichtet als Einhaus, später zur Streckhofanlage erweitert, mit zweigeschossigem Fachwerk | Ende 17. Jh.      | 87193 DDB  |
| Wohnhaus                            | Wohnhaus                            | Hoststraße 4 LageFlur: 10, Flurstück: 14 | Kleinmaßstäbliches Wohnhaus, zweigeschossiger Rähmbau | 2. Hälfte 17. Jh. | 87194 DDB  |
| Kirche                              | Kirche                              | Kirchstraße 2 LageFlur: 7, Flurstück: 6/3 | Evangelische Kirche | 11. Jh.           | 87196 DDB  |
| Streckhofanlage                     | Streckhofanlage                     | Kirchstraße 9 LageFlur: 8, Flurstück: 53/2 | Traufständige Streckhofanlage | Anfang 18. Jh.    | 87197 DDB  |
| Fachwerkgebäude                     | Fachwerkgebäude                     | Kirchstraße 11 LageFlur: 7, Flurstück: 9 | Zweigeschossiges Fachwerkgebäude | 2. Hälfte 17. Jh. | 87195 DDB  |
| Einhaus                             | Einhaus                             | Kleine Gasse 5 LageFlur: 9, Flurstück: 95/3 | Einhaus, zweigeschossiger Rähmbau | Ende 18. Jh.      | 87198 DDB  |
| Fachwerkhaus                        | Fachwerkhaus                        | Königsfahrt 2a LageFlur: 9, Flurstück: 35/8 | Traufständiges Fachwerkhaus vom Typus des Ernehauses mit Satteldach | 1727              | 88420 DDB  |
| Streckhofgebäude                    | Streckhofgebäude                    | Königsfahrt 11 LageFlur: 9, Flurstück: 69/1 | Zweigeschossiges Streckhofgebäude mit Fachwerk | Ende 19. Jh.      | 87199 DDB  |
| Fachwerkgebäude                     | Fachwerkgebäude                     | Oberstraße 8 LageFlur: 8, Flurstück: 32/1 | Zweigeschossiges Fachwerkgebäude |                   | 87206 DDB  |
| Ernhaus                             | Ernhaus                             | Oberstraße 13 LageFlur: 9, Flurstück: 99/1 | Zweigeschossiges Ernhaus | Anfang 19. Jh.    | 87200 DDB  |
| Fachwerkgebäude                     | Fachwerkgebäude                     | Oberstraße 15 LageFlur: 9, Flurstück: 101/3 | Zweigeschossiges Fachwerkgebäude | Ende 19. Jh.      | 87201 DDB  |
| Rähmbau                             | Rähmbau                             | Oberstraße 18 LageFlur: 8, Flurstück: 20 | Zweigeschossiger Rähmbau | Anfang 18. Jh.    | 87202 DDB  |
| Streckhof                           | Streckhof                           | Oberstraße 19 LageFlur: 9, Flurstück: 67/6 | Zweigeschossiger Streckhof | Ende 18. Jh.      | 87203 DDB  |
| Ernhaus                             | Ernhaus                             | Oberstraße 20 LageFlur: 8, Flurstück: 19/4 | Spätbarockes Ernhaus einer ehem. Streckhofanlage mit zweigeschossiger Rähmkonstruktion | Mitte 18. Jh.     | 87204 DDB  |
| Streckhof                           | Streckhof                           | Oberstraße 21 LageFlur: 9, Flurstück: 65/1 | Streckhof, zweigeschossiger verputzter Mauerwerksbau mit Satteldach | Ende 19. Jh.      | 87205 DDB  |
| Bahnhof                             | Bahnhof                             | Raiffeisenplatz 2 LageFlur: 10, Flurstück: 247/4 | Weimarer Bahnhof an der Eisenbahnlinie Kassel-Volkmarsen | 1897              | 87207 DDB  |
| Ehem. Hostschule                    | Ehem. Hostschule                    | Schulstraße 7 LageFlur: 10, Flurstück: 28/6 | Ehem. Hostschule | 1903              | 87208 DDB  |
| Fachwerkgebäude                     | Fachwerkgebäude                     | Steinweg 1b LageFlur: 9, Flurstück: 29 | Zweigeschossiges Fachwerkgebäude | 2. Hälfte 18. Jh. | 87211 DDB  |
| Ehem. Einhaus                       | Ehem. Einhaus                       | Steinweg 5 LageFlur: 9, Flurstück: 26/1 | Ehem. Einhaus mit Fachwerk | Ende 17. Jh.      | 87212 DDB  |
| Bild gesucht BW                     | Erntennenhaus                       | Steinweg 6 LageFlur: 7, Flurstück: 44/2 | Erntennenhaus am Servitutgraben | Ende 17. Jh.      | 87213 DDB  |
| Ehemal. Einhaus                     | Ehemal. Einhaus                     | Steinweg 7, Henkelgasse 2 LageFlur: 9, Flurstück: 198/5, 199/7 | Ehemal. Einhaus, zweigeschossiger Ständerbau | Ende 17. Jh.      | 87214 DDB  |
| Bild gesucht BW                     | Wohnhaus                            | Steinweg 12 LageFlur: 7, Flurstück: 42/8 | Traufständiger Fachwerkbau |                   | 87209 DDB  |
| Einhaus                             | Einhaus                             | Steinweg 16 LageFlur: 7, Flurstück: 33/1 | Zweigeschossiges Einhaus | 1829              | 87210 DDB  |
| Ehem. Rathaus                       | Ehem. Rathaus                       | Unter der Linde 2 LageFlur: 9, Flurstück: 25/3 | Ehem. Rathaus - Dreigeschossiger Massivbau | 1930              | 87215 DDB  |
| ehem. Einhaus                       | ehem. Einhaus                       | Unter der Linde 7 LageFlur: 9, Flurstück: 16/1 | Giebelständiges ehemaliges Einhaus | Ende 17. Jh.      | 87216 DDB  |